# Irving Stone
Irving Stone (születési neve: Tannenbaum) (San Francisco, Kalifornia,             1903. július 14. – Los Angeles, Kalifornia, 1989. augusztus 26.) amerikai író, aki híres történelmi személyekről írt életrajzi regényeket, beleértve a Lust for Life című művét is, ami Vincent van Gogh életéről szól.

## Élete
Hétéves korában Stone szülei elváltak. Épp végzős volt a gimnáziumban, mikor édesanyja újraházasodott. Stone ekkor megváltoztatta régi vezetéknevét, és felvette mostohaapjáét. Anyja nevelte belé az olvasás szenvedélyét, attól kezdve úgy vélte az oktatás az egyetlen módja, hogy sikeres legyen az életben. Stone 1923-ban kapta meg főiskolai diplomáját a Kaliforniai Egyetemen Berkeley-ben. Hosszú, boldog házasságban élt feleségével Jean Stone-nal, akivel eredetileg Los Angelesben éltek. Életük során Stone és felesége sokat jótékonykodott.
Stone fő forrása a Lust for Life című művében, azok az eredeti Van Gogh által írt levelek voltak, amiket a művész fivérének, Theo-nak címzett. Stone továbbá sok mezei kutatást is végzett. Például sok évet töltött Olaszországban amíg a The Agony and the Ecstasy című művén dolgozott. Ez alatt az idő alatt az olasz kormány számos tiszteletdíjjal jutalmazta Stone kulturális eredményeit. Stone az 1930-as években tért vissza Amerikába. New Yorkban telepedett le, ahol megírta a regényt, ami elindította karrierjét.

## Film adaptációk
1953-ban született a The President's Lady az 1950-es Stone regényből, ami ugyanezt a nevet viselte. A főszereplő Andrew Jackson-t Charlton Heston játssza, míg Rachel Donelson Jackson-t Susan Hayward.
Később 1956-ban készült el a Lust for Life, amiben Kirk Douglas alakítja a híres művészt Van Gogh-ot. 
A The Agony and the Ecstasy 1965-ben látott napvilágot, amiben Heston, mint Michelangelo, Rex Harrison pedig, mint II. Gyula pápa jelenik meg.

## Művei
- Lust for Life (1934)
- Sailor on Horseback (1938)
- Clarence Darrow For the Defense (1941)
- They Also Ran (1944, updated 1966)
- Immortal Wife (1944)
- Adversary in the House (1947)
- Earl Warren (1948)
- The Passionate Journey (1949)
- The President's Lady (1950)
- Love is Eternal (1954)
- Men to Match My Mountains (1956)
- The Agony and the Ecstasy
- Those Who Love (1965)
- The Passions of the Mind (1971)
- The Greek Treasure (1975)
- The Origin (1980)
- Depths of Glory (1985)

## Magyarul
- Van Gogh élete; ford. Máthé Elek; Képzőművészeti Alap, Bp., 1963
- Matróz lóháton. Jack London élete; ford. Radó György; Gondolat, Bp., 1965
- Michelangelo. Regényes életrajz; ford. G. Beke Margit, Szőllősy Klára, versford. Rónay György; Gondolat, Bp., 1967
- Ellenség a házban; ford. Borbás Mária; Kossuth, Bp., 1980
- A görög kincs. Regény; ford. Rózsahegyi István, utószó Csornay Boldizsár; Európa, Bp., 1990
- A napsugár fia. Van Gogh élete; ford. Máthé Elek; Kulturtrade, Bp., 1993 (Paletta)